# Luxair
Luxair, legalmente Luxair S.A., Société Luxembourgeoise de Navigation Aérienne, è la compagnia aerea di bandiera del Lussemburgo con sede e hub presso l'aeroporto di Lussemburgo. Opera servizi di linea verso destinazioni in Europa, Nordafrica, Mediterraneo e Medio Oriente con servizi charter e stagionali aggiuntivi. È l'unica compagnia aerea lussemburghese per il trasporto di passeggeri che offre un servizio di linea.

## Storia

### I primi anni
Discendente da Luxembourg Airlines, fondata nel 1948, Luxair iniziò ad essere costituita nel 1961 per soddisfare la crescente domanda di collegamenti aerei tra il Lussemburgo e altre città europee. Nel 1962, Luxembourg Airlines divenne Luxair e iniziò i voli lanciando una rotta Lussemburgo-Parigi con un Fokker F27 Friendship.
Dal 1964 al 1969, Luxair operò con tre Lockheed L-1649A Starliner in un accordo di cooperazione con Trek Airways, dal Lussemburgo a Johannesburg. Gli Starliner vennero dipinti con la livrea di Luxair e registrati in Lussemburgo. Nel 1967, la flotta di Luxair era composta da tre Fokker F27 Friendship e un Vickers Viscount. Quest'ultimo venne demolito dopo un incidente nel 1969 e sostituito l'anno successivo dal primo jet della compagnia aerea, un Sud Aviation Caravelle. Nel 1976, Luxair gestiva un Boeing 707 con un Boeing 737-200 che si unì alla flotta nel 1977.
Nel corso degli anni Luxair introdusse gradualmente ulteriori jet: Boeing 737-400 e Boeing 737-500; così come i turboelica Fokker 50 e i jet regionali Embraer ERJ-135 e ERJ-145. Negli anni '80, i Boeing 747SP di proprietà della Trek Airways e operati da LUXAVIA erano dipinti con i colori Luxair, per operare rotte aeree tra il Sud Africa e l'Europa, nonché voli charter per vacanze dal Lussemburgo. LUXAVIA era una joint venture tra Trek Airways e Luxair, che consentiva a Trek Airways di evitare le ripercussioni dei diffusi boicottaggi anti-apartheid.

### Sviluppi dal 2000
Nel marzo 2003, Luxair ordinò due nuovi Boeing 737-700 per sostituire i suoi vecchi velivoli. Il primo dei nuovi velivoli venne consegnato il 18 febbraio 2004. Un terzo aeromobile venne ordinato nell'agosto 2003 e consegnato nel gennaio 2005. Luxair lanciò un nuovo logo il 21 dicembre 2003: un boomerang volante per simboleggiare una nuova identità visiva.
Nel tentativo di passare a una flotta di soli jet, l'ultimo aereo Fokker F50 venne ritirato dal servizio nell'aprile 2005. L'aumento del costo del petrolio rese sempre più difficile l'utilizzo dei jet regionali. Per ridurre la sua visibilità, Luxair decise di reintrodurre velivoli turboelica e nel giugno 2006 firmò un ordine con Bombardier Aerospace per tre Dash 8-Q400, più tre opzioni. L'ultimo dei tre velivoli venne consegnato nel settembre 2007. Successivamente furono ordinati altri due Q400.
Nell'ottobre 2008, Luxair decise di effettuare un ordine per il suo primo Boeing 737-800. Nel 2009, la compagnia aerea è stata premiata come operatore di linea più puntuale all'aeroporto di London City nel 2008 da Flight on Time, sulla base delle statistiche della CAA. Nel 2011 Luxair ha trasportato 1 302 771 passeggeri.
Nel 2013 e nel 2014, due nuovi Boeing 737-800 dotati del nuovissimo Boeing Sky Interior sono entrati a far parte della flotta, il che ha consentito a Luxair di ritirare dal servizio l'ultimo Boeing 737-500.
Nel luglio 2015, l'azionista di minoranza di Luxair, Lufthansa, ha annunciato che avrebbe venduto la sua partecipazione del 13% nella compagnia aerea che deteneva dal 1993. Il governo del Lussemburgo è stato nominato acquirente privilegiato. Nel novembre 2015, la vendita è stata finalizzata quando Lufthansa ha venduto l'intera partecipazione allo stato del Lussemburgo. Luxair ha anche annunciato che avrebbe interrotto il volo per l'aeroporto di Francoforte precedentemente operato in codeshare con Lufthansa poiché quest'ultima aveva iniziato la stessa rotta. Luxair fa ancora parte del programma frequent flyer Miles & More di Lufthansa.
Dopo il fallimento di Air Berlin nel 2017, Luxair ha annunciato che avrebbe iniziato a volare dall'aeroporto di Saarbrücken all'aeroporto di Berlino Tegel utilizzando un Bombardier CRJ700 noleggiato da Adria Airways e basato a Saarbrücken.

## Destinazioni

### Accordi commerciali
Al 2022 Luxair ha accordi di code-share con le seguenti compagnie:
- Austrian Airlines
- ITA Airways[14]
- LOT Polish Airlines
- Lufthansa
- Turkish Airlines

## Flotta

### Flotta attuale

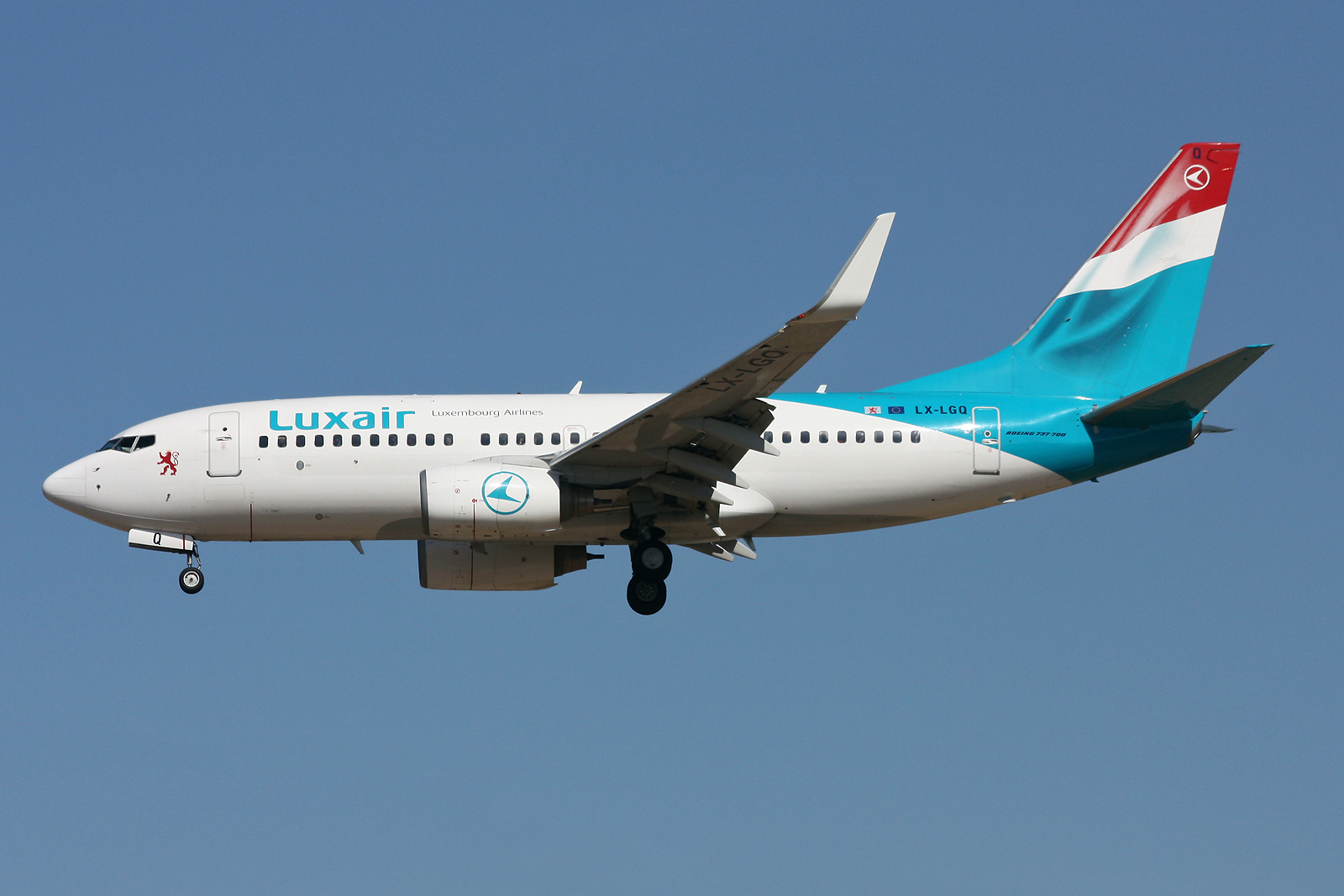
Un Boeing 737-700.

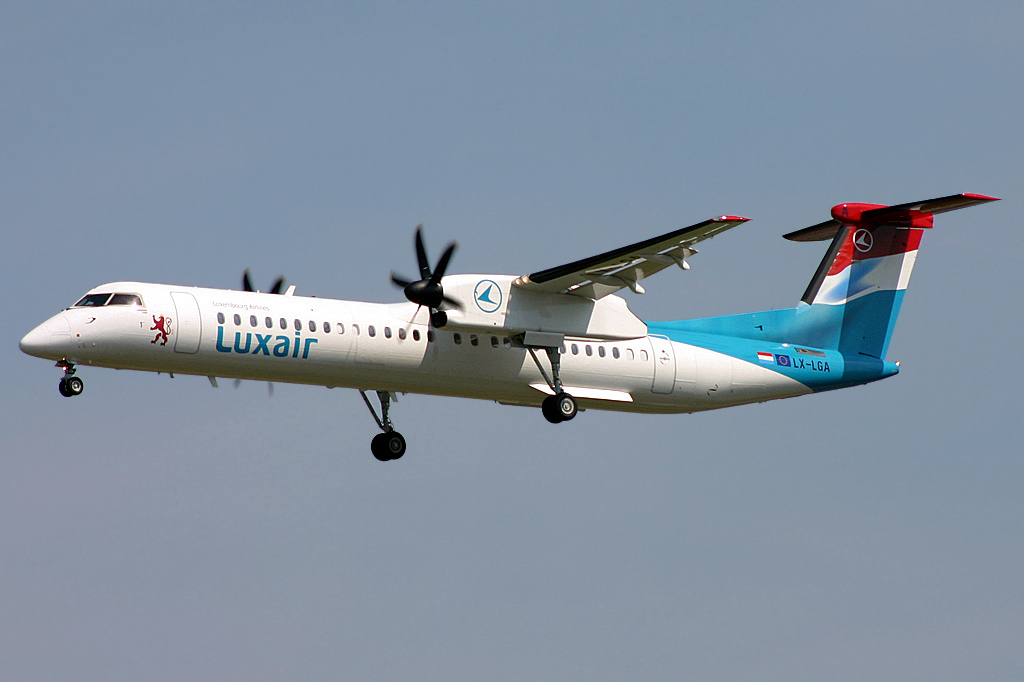
Un Bombardier Q400.

Ad aprile 2025 la flotta di Luxair è così composta:

### Flotta storica

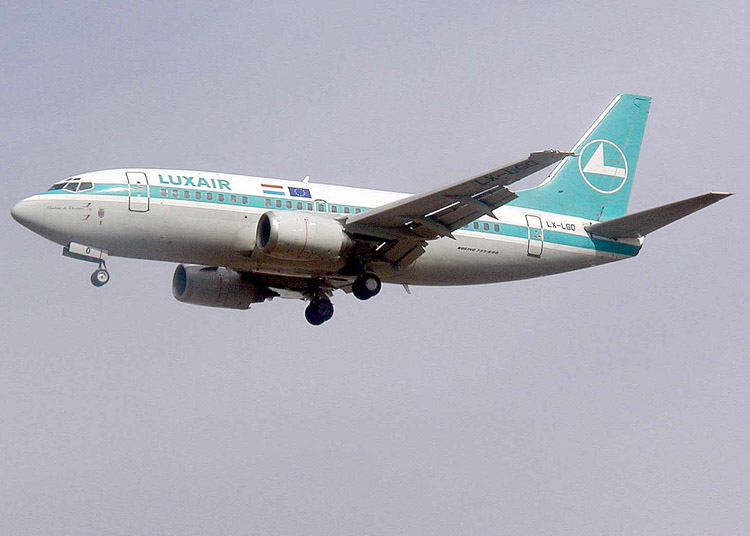
Un Boeing 737-500.

Luxair operava in precedenza con i seguenti aeromobili:

## Incidenti
- Il 22 dicembre 1969, un Vickers Viscount (registrazione LX-LGC) in arrivo dall'aeroporto del Lussemburgo, atterrò sul lato destro della pista 24 e colpì un cumulo di neve ammucchiato dagli spazzaneve all'incrocio con la pista 20. Nessuno rimase ferito, ma l'aereo rimase danneggiato in modo irreparabile. Fu demolito nel maggio 1970.[20]
- Il 6 novembre 2002, il volo Luxair 9642, un Fokker F50 (registrazione LX-LGB) in arrivo da Berlino, Germania, precipitò in un campo vicino al villaggio di Niederanven durante il suo avvicinamento all'aeroporto Findel di Lussemburgo. Morirono venti passeggeri e due membri dell'equipaggio, tra cui l'artista Michel Majerus. Sopravvissero solo il pilota al comando e un passeggero. Questo è l'unico incidente mortale nella storia di Luxair.[21]
- Il 30 settembre 2015, il volo Luxair 9562, operato da un Bombardier Q400, stava decollando dall'aeroporto di Saarbrücken quando il primo ufficiale decise di retrarre il carrello di atterraggio prima che l'aereo decollasse. L'aereo collassò sulla fusoliera e si fermò sulla pista. Il Bombardier rimase danneggiato in modo irreparabile e Luxair ordinò la consegna di un Q400 sostitutivo nell'agosto 2016.[22]